# Meg Gehrts
Meg Gehrts, gebürtig Emma Auguste Gehrts (* 25. Juni 1891 in Hamburg; † 17. März 1966 in Berlin), war eine deutsche Schauspielerin,  Autorin und Filmeditorin.

## Leben
Meg Gehrts stammte aus einer Hamburger Kaufmannsfamilie. Der Afrikaforscher Hans Schomburgk engagierte sie im Jahre 1913 als Darstellerin für Spielfilme, die an Originalschauplätzen in der deutschen Kolonie Togo gedreht wurden. Über ihre Erlebnisse in Afrika schrieb sie 1914 das Buch A Cinema Actress in the Wilds of Togoland, das in deutscher Übersetzung erst 1999 erschien. Nach dem Ersten Weltkrieg spielte sie unter anderem Hauptrollen in mehreren Afrika-Spielfilmen, die Schomburgk in Deutschland inszenierte.
Von 1921 bis 1928 war sie mit Hans Schomburgk verheiratet. Später arbeitete sie als Schnittmeisterin für die UFA und nach dem Zweiten Weltkrieg für den Sender Freies Berlin.

## Filmografie (Auswahl)
- 1914: The White Goddess of the Wangora (Regie: Hans Schomburgk)
- 1919: Ein Abenteurer (Regie: Hans Schomburgk)
- 1920: Goldfieber (Regie: Hans Schomburgk)
- 1921: Im Kampf um Diamantenfelder (Regie: Hans Schomburgk)
- 1921: Eine Weiße unter Kannibalen (Regie: Hans Schomburgk)
- 1923/25: Der Schrecken der Westküste (Regie: Carl Heinz Boese, Josef Stein)

## Radio
- Karin Sommer: „Wir können nicht alle schwarz und schön sein…“. Die Filmschauspielerin Meg Gehrts entdeckt Afrika. Radiosendung vom 26. Januar 2002, Bayerischer Rundfunk.